# Rio Belenhe

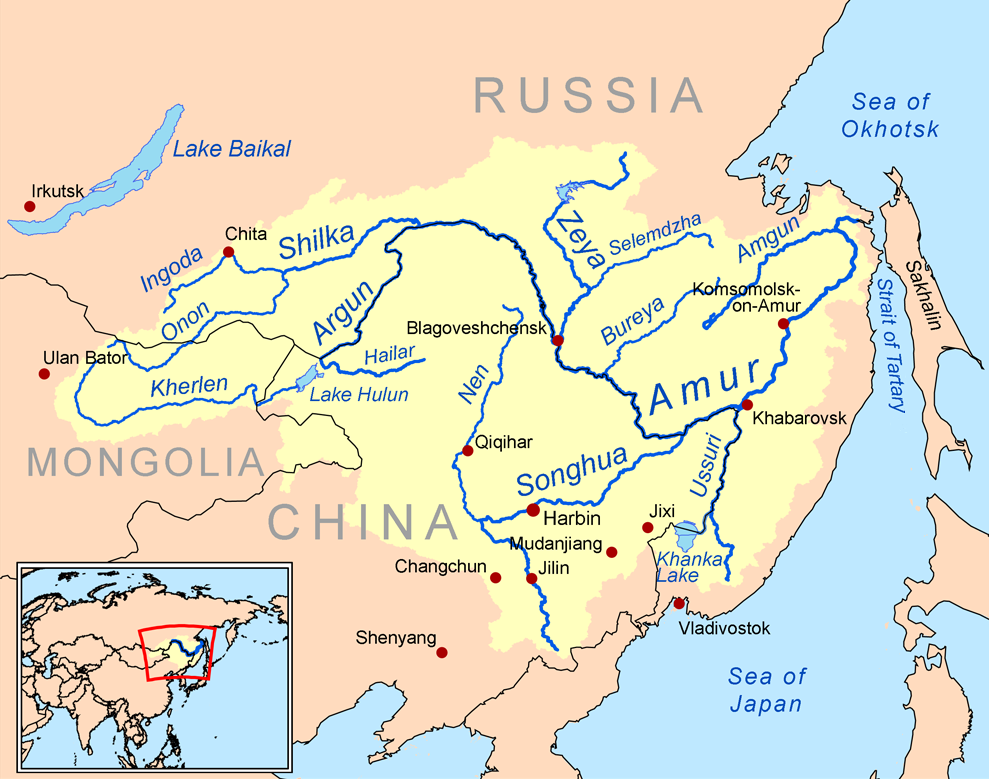
A foz do Rio Belenhe está localizada no Lago Khanka, de onde nasce o Rio Songacha, que desagua no Rio Ussuri que faz parte da Bacia Hidrográfica do Rio Amur.

O Rio Belenhe está localizado na fronteira entre a Rússia (Província (Krai) de Primorsky (sul do litoral leste)) e a China (Província de Heilongjiang (nordeste)).